# نهر سيتاونج
نهر سيتاونج ( (بالبورمية: စစ်တောင်းမြစ်)‏ </link></link> ‎[sɪʔ táʊɰ̃ mjɪʔ]‏</link> ؛ سابقًا، نهر سيتانج أو سيتونج هو نهر يقع في جنوب وسط ميانمار في منطقة باغو. تفصل سلسلة جبال بيجو حوضها عن حوض نهر إيراوادي. ينبع النهر من حافة تلال شان جنوب شرق ماندالاي، ويتدفق جنوبًا إلى خليج مارتابان. يبلغ طوله 420 كيلومتر (260 ميل) ويبلغ متوسط تصريفه السنوي حوالي 50 كيلومتر مكعب (12 ميل3).

## حوض
على الرغم من أنه يتدفق عبر منطقة مسطحة إلى حد ما، إلا أن نهر سيتاونج يعاني من ظاهرة الفورة المدية عند مصبه، مما منع أي سفينة، باستثناء السفن الصغيرة للغاية، من الإبحار في النهر. النهر صالح للملاحة لمسافة 40 كيلومتر (25 ميل) على مدار العام ولمسافة 90 كيلومتر (56 ميل) خلال ثلاثة أشهر من السنة. يصب نهر سيتاونج في خليج مارتابان ويعتبر ساحله الذي يهيمن عليه ظاهرة الفورة المدية من الأراضي الرطبة المدرجة ضمن اتفاقية رامسار ذات الأهمية الدولية .
يستخدم النهر في المقام الأول لنقل الأخشاب جنوبًا للتصدير. وتؤدي التيارات القوية إلى جعل النهر أقل قيمة كوسيلة نقل في شرق بورما. لا يتمتع حوضه بنفس ثراء الزراعي مثل حوض إيراوادي لأن لا يوجد تربة تتدفق من تلال شان.

## روابط خارجية
- صورة الفم على القمر الصناعي